# 井川町西井川
井川町西井川（いかわちょうにしいかわ）は、徳島県三好市の町名。郵便番号は779-4806。

## 地理
三好市の北東部に位置。東は井川町八幡・井川町中岡、南は井川町里川、西は池田町クヤウジ・池田町ヤサン、北は吉野川を挟んで池田町州津にそれぞれ接する。
地域の北側を東西にJRの徳島線と土讃線が走り、佃駅が設置されている。また国道192号と徳島自動車道も通っており、井川池田インターチェンジが設置されている。

### 河川
- 吉野川
- 里川谷川

## 歴史
- 2006年（平成18年）3月1日 - 三好郡井川町が三野町・池田町・山城町・東祖谷山村・西祖谷山村と合併して三好市が発足し、現在の町名となる。

## 世帯数と人口
2021年（令和3年）11月30日現在の世帯数と人口は以下の通りである。
| 町丁         | 世帯数  | 人口    |
| ------------ | ------- | ------- |
| 井川町西井川 | 573世帯 | 1,299人 |

## 施設

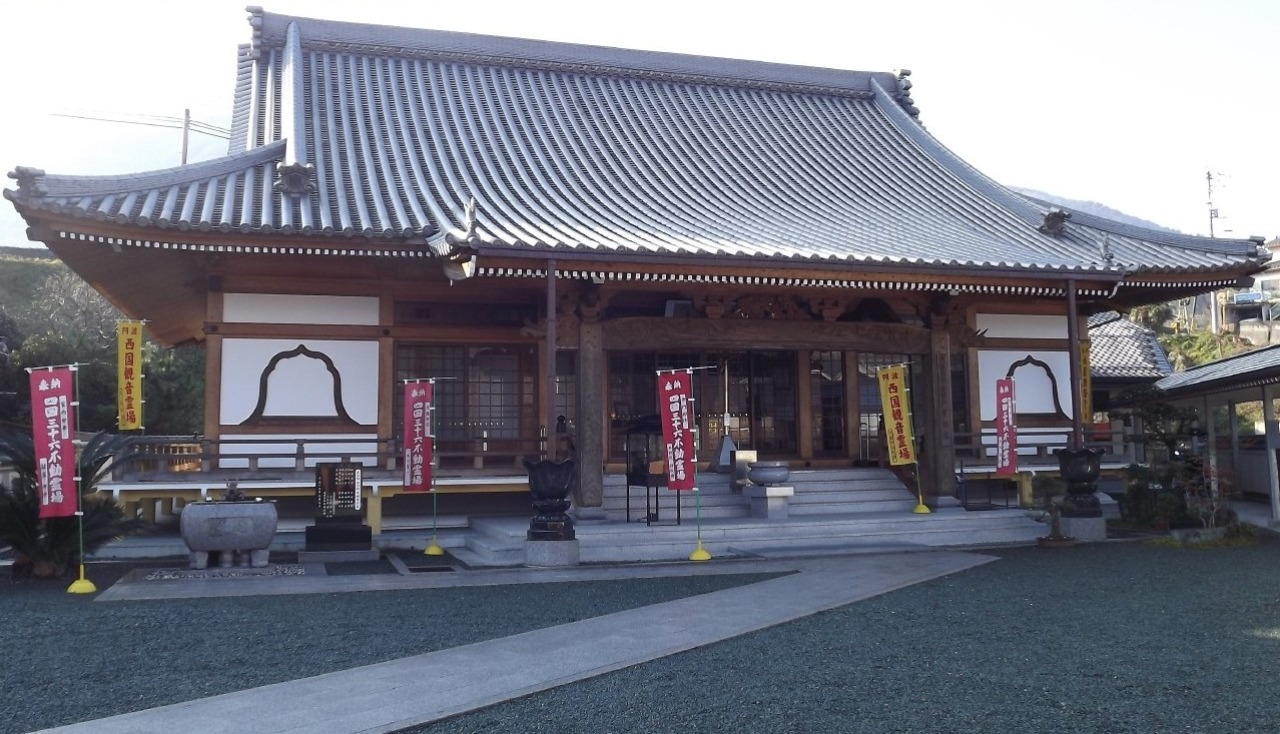
不動院

- 三好市立西井川小学校
- 不動院 - 四国三十六不動霊場6番札所。
- イカワXパーク
- 桜ヶ丘公園
- 西井川農村公園

## 交通

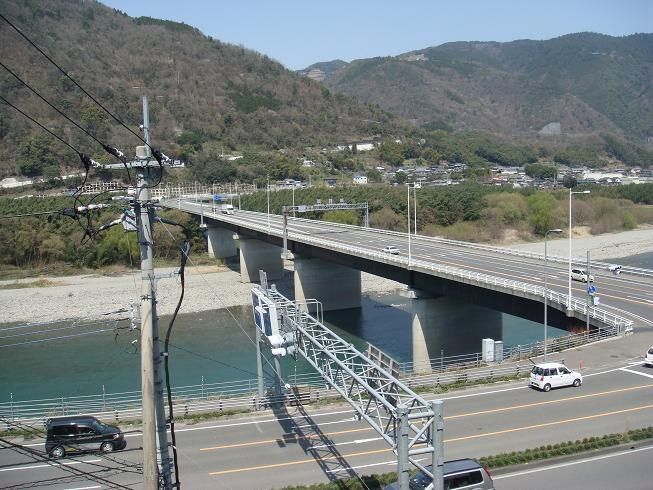
四国中央橋

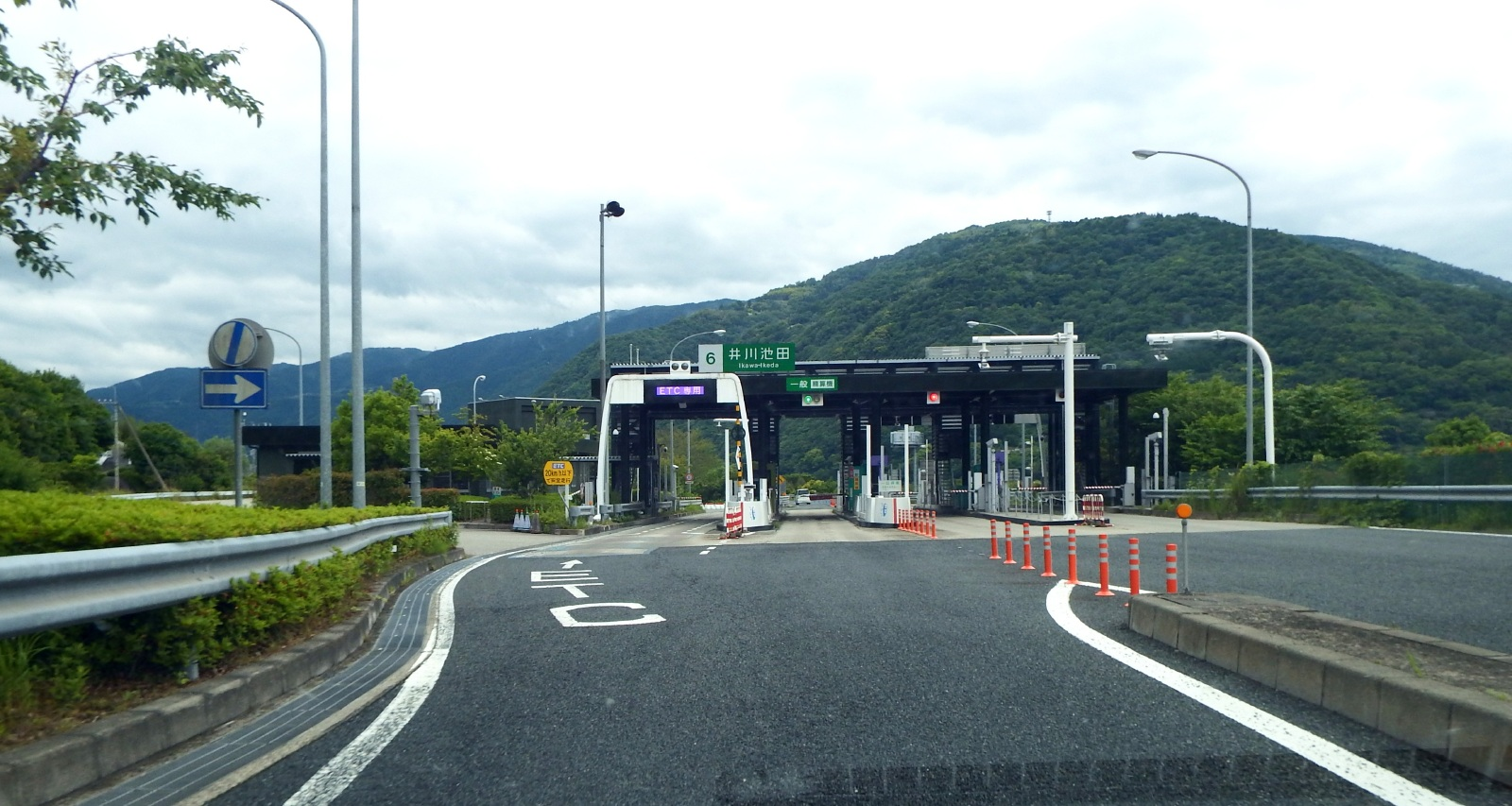
井川池田インターチェンジ

### 鉄道
- JR徳島線・土讃線の佃駅。

### 道路
高速道路
- 徳島自動車道
  - 井川池田インターチェンジ

国道
- 国道192号

都道府県道
- 徳島県道5号観音寺池田線
- 徳島県道12号鳴門池田線

### 橋梁
- 吉野川橋梁 - JR土讃線
- 三好大橋 - 徳島県道5号観音寺池田線（徳島県道12号鳴門池田線）
- 四国中央橋 - 国道32号